# روبرت ماكدونالد (سياسي)
روبرت ماكدونالد (بالإنجليزية: Robert MacDonald)‏ هو سياسي بريطاني (وحمل سابقاً جنسية المملكة المتحدة لبريطانيا العظمى وأيرلندا)، ولد في 1875، وتوفي في 18 يناير 1949. في الانتخابات العامة في المملكة المتحدة 1923 ‏، انتخب عضو برلمان المملكة المتحدة الـ33 عن دائرة Glasgow Cathcart (UK Parliament constituency) ‏ (6 ديسمبر 1923 – 9 أكتوبر 1924) وفي الانتخابات العامة في المملكة المتحدة 1924 ‏، انتخب عضو برلمان المملكة المتحدة الـ34 عن دائرة Glasgow Cathcart (UK Parliament constituency) ‏ (29 أكتوبر 1924 – 10 مايو 1929).